# Pogonatum perichaetiale
Pogonatum perichaetiale là một loài rêu trong họ Polytrichaceae. Loài này được (Mont.) A. Jaeger mô tả khoa học đầu tiên năm 1875.